# 洛迦诺电影节
洛迦诺电影节（義大利語：Festival del film Locarno）是每年8月在瑞士洛迦诺舉行的電影節。

## 历史
洛迦诺电影节創立於1946年，是世界上最悠久的電影節之一（僅晚於威尼斯影展、莫斯科影展與坎城影展），並以提供藝術電影作為發表平台聞名。影展設有國際競賽與非競賽單元，選映電影包括劇情長片、紀錄長片、短片、實驗與經典電影；其放映廳之一「大廣場」可容納8,000名觀眾，是世界上最大的露天電影放映場地之一。
洛迦诺电影节名列國際電影制片人協會認可的競賽型國際電影節，其國際競賽單元最高榮譽為金豹獎，另外也頒發「榮譽金豹獎」授予電影工作者以表彰電影成就以及觀眾選擇獎。

## 獎項

### 國際競賽單元
- 金豹獎（Pardo d'oro）
- 評審團特別獎（Premio speciale della giuria）
- 最佳導演獎（Pardo d'argento per la miglior regia）
- 最佳男演員獎（Pardo per la miglior interpretazione maschile）
- 最佳女演員獎（Pardo per la miglior interpretazione femminile）

### 非競賽單元
- 榮譽金豹獎（英语：Leopard of Honour）
- 盧卡諾兒童獎（2021年新增獎項，Locarno Kids Award）[4]

## 外部連結
- 洛迦诺电影节官方網站 （页面存档备份，存于）
- Festival del film Locarno at Internet Movie Database （页面存档备份，存于）
- Olivier Père (Artistic Director) personal blog （页面存档备份，存于） (in French)